# Porcellio saharaiensis
Porcellio saharaiensis là một loài chân đều trong họ Porcellionidae. Loài này được Di Maio & Dalens miêu tả khoa học năm 1991.